# Leugenberg
Leugenberg is een wijk in het noorden van het Antwerpse district Ekeren. Het grenst aan Hoevenen en Kapellen.
De naam Leugenberg komt van een vals plat, een stilaan stijgend parcours dat lijkt alsof het niet stijgt, gelegen tussen de Kaartse Beek (of Schoon Schijn) en het Heiken, een heuvelkam die de grens met de gemeente Stabroek vormt en ter plaatse Leugenberg genoemd werd. Er was ook een station Leugenberg aan spoorlijn 27A. Voorts was de wijk berucht vanwege een scherpe bocht op de snelweg A12, waar zich nu de op- en afrit Leugenberg bevindt.
In Leugenberg vindt men de Sint-Vincentius a Paulokerk.